# Hvid og sort i skak
Hvid og sort i skak betegner de konventioner, som vedrører farver og omtalen af farver i skakspillet. Den spiller, som trækker først, bliver betegnet som "hvid", og den spiller, der trækker som den anden, bliver betegnet "sort." Tilsvarende bliver de brikker, som hver spiller har, kaldt henholdsvis "de hvide brikker" og "de sorte brikker." Brikkerne er tit ikke i egentlig forstand hvide og sorte, men derimod af to andre farver (normalt henholdsvis en lys farve og en mørk farve). Ligeledes bliver de 64 felter på et skakbræt, som er farvet i et ternet mønster, betegnet som dels de "hvide felter" eller "lyse felter" på den ene side, og dels "sorte felter" eller "mørke felter" på den anden. I de fleste tilfælde er felterne faktisk ikke hvide og sorte, men en lys farve og en kontrasterende mørk farve. For eksempel kan felterne på et plasticbræt være hvide og grønne, mens de på et bræt af træ ofte er lysebrune og mørkebrune.
Historisk set har den første spiller til at trække ikke altid brugt de hvide brikker. Denne konvention kom først i brug i den sidste del af 1800-tallet. Det er naturligvis uden betydning for selve spillet, hvilken farve brikkerne har, men det letter beskrivelse og omtale af spil, at det er entydigt, at der ved nævnelse af hvid altid forstås "den spiller, som trak først".

## Historie
Som Howard Staunton observerede: "I tidligere tiders skakspil, var brættet ganske enkelt opdelt i fireogtres felter, uden nogen som helst forskel i farve". At gøre felterne ternede var en europæisk nytænkning, som blev lanceret i det trettende århundrede.

Konventionen om, at det er hvid, der foretager det første træk, er derimod meget nyere end det. François-André Danican Philidor citerede i den originale (1749) udgave af sin berømte afhandling Analyse du jeu d'Échecs et spil, i hvilket sort flyttede først. Johann Horny skrev i en bog offentliggjort i Tyskland i 1824, at sort flytter først. Phillip Sergeant skriver i sin bog A History of British Chess om den stærke mesterspiller Alexander McDonnell (1798-1835), der i dag huskes for hans serie af matcher mod Labourdonnais: 
Han foretrak at have sort, som første spiller til at trække såvel som anden ... det var en almindeig grille på hans tid, som varede ved hos et stort antal spillere, hvilket en gennemgang af Chess Players' Chronicle og andre magasiner viser.
I det udødelige parti (Anderssen – Kieseritzky, London 1851), som var et spil for fornøjelsens skyld, men som er et af de mest berømte spil i historien, havde Anderssen de sorte brikker, men trak først.
Langt hen i det 19. århundrede var den praksis, at det er hvid, som trækker først, endnu ikke blevet fast standard. George Walker beskrev i sin populære afhandling The art of chess Play : A New Treatise on the Game of Chess (4. udgave 1846), reglerne for Londons St. George's Chess Club (St. Georgs skakklub) som de var vedtaget i juni, 1841: "Bestemmelse III" såfremt den spiller, der flyttede først, også havde ret til at vælge farve, og hvis spillerne spillede flere spil i forlængelse af hinanden, ville det første træk gå på skift mellem dem, men hver spiller ville fortsætte med at benytte brikker af samme farve, som han havde i det første spil.
Den 19. oktober 1857 informerede Mr. Perrin, sekretæren for New York Chess Club, de forsamlede ved den første amerikanske skakkongres om, at han havde fået et brev fra Johann Löwenthal, en førende engelsk mesterspiller, som "betonede tilrådeligheden af altid at lade det første træk i offentlige spil foretage af spilleren med de hvide brikker." Löwenthal skrev også, at Londons skakklubber havde indført som en ny regel, at hvid altid flyttede først. Klubben fulgte tydeligvis ikke Löwenthals råd, eftersom den i sin match det følgende år imod sin modpart, Philadelphia , spillede hvid i begge spil, men kun flyttede først i det andet spil.
Skakhistorikeren Robert John McCrary skriver, at den tidligste regel, han har fundet om, at hvid trækker først, er Regel 9 givet på side 126 af turneringsbogen fra turneringen i New York, 1880, som foreskrev: "I hver runde skal spillerne skiftes til at udføre det første træk; i det første spil skal det afgøres ved lodtrækning. Den, der skal udføre det første træk, skal i hvert tilfælde spille med de hvide brikker."
McCrary bemærker:
Før da var det gradvis over et antal år blevet en konvention at lade hvid trække først i offentliggjorte analyser, og omkring ca. 1862 at lade hvid være først til at trække i offentliggjorte spil. Men det er åbenbart, at spillere i mange tilfælde valgte sort, når de havde det første træk, også selv om man offentliggjorde partiet, som om det var hvid, der trak først.
Tre år efter det eksempel, som McCrary citerede, foreskrev "Revised International Chess Code", som blev udstedt ved turneringen i London 1883 (en af de stærkest besatte turneringer i skakhistorien), at den spiller, som ved lodtrækning vandt retten til at begynde spillet, også havde retten til at vælge, hvilken farve han ville spille med.
I 1889 skrev Wilhelm Steinitz, den første verdensmester, at "i samtlige internationale og offentlighe skakmatcher og turneringer ... "er det reglen, at den første spiller har de hvide brikker". Emanuel Lasker, den anden verdensmester, fremførte entydigt i Lasker's Manual of Chess (først offentliggjort i 1927), at "hvid gør det første træk".

## Fordelen ved at trække først
I det mindste siden 1889 har det været debatteret blandt skakspillere, om det at trække først giver spilleren en signifikant fordel. Statistiske analyser viser, at hvid vinder mellem 52 og 56 procent af spillene på de fleste niveauer af spillestyrke, idet dog procenten er højest på de højere niveauer.